# Klooster van de zusters van de Heilige Augustinus

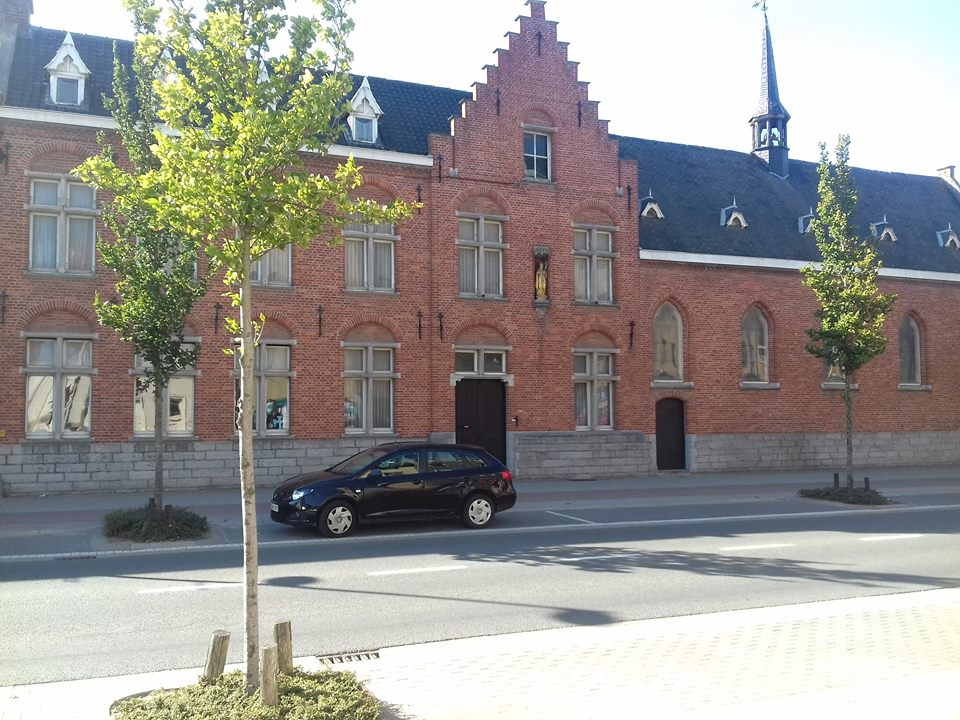
Klooster van de zusters van de heilige Augustinus

Het klooster van de zusters van de heilige Augustinus, ook Sint-Augustinusklooster en klooster van de zusters Augustinessen genoemd, bevindt zich langs de Marktstraat 86 in Harelbeke en werd erkend als monument op 19 februari 2014. Het is vastgesteld als bouwkundig erfgoed sinds 14 september 2009. Er wonen geen zusters meer, maar het gebouw is in goede staat en toont hoe de zusters leefden in de 19de en 20ste eeuw.

## Geschiedenis
Een eerste vermelding van een klooster in de archieven dateert uit 1359. Dan was er al een hospitaal. In het hospitaal van Harelbeke werden vreemdelingen, reizigers, maar ook armen en zieken voor verzorging en onderdak opgenomen. Deze kloosterkapel verwoestten de geuzen rond 1570. In 1606 kon een nieuwe kapel worden ingewijd.
In 1722 werd een nieuwe kloosterkapel gebouwd, aangezien de Marktstraat werd rechtgetrokken. Het koor van de kapel werd naar christelijke gewoonte naar het oosten gericht. Dit klooster bestond uit verschillende gebouwen, de functie van hospitaal bleven de zusters ook verzorgen.
In 1821 is het klooster erkend als onderwijzende instelling voor meisjes. In 1836 werd het gasthuis rechts van de kapel verbouwd tot school met twee speelplaatsen. De zolders werden gebruikt als zondagschool. In 1876 werden een patronaat en bewaarschool op de grond van het hospitaal en klooster gebouwd. In de 19de eeuw werd lesgegeven aan zowel arme, als betalende meisjes. Vanaf 1894 kwam er een weeshuis bij en nadien een ‘oude-mannenhuis’.
Het hospitaal (met het ‘oude-mannenhuis’) verhuisde vanaf 1900 naar het rusthuis op het Paretteplein, terwijl het klooster met het weeshuis aan de Marktstraat bleef en verbouwd werd. 
In 1908 breidde het klooster uit met een veranda en een dwarse vleugel aan de tuinzijde, zodat er een binnentuin gecreëerd werd, op de vleugel aan de noordoostzijde kwam een verdieping extra. In 1927 werd de bibliotheek van het klooster overgebracht naar het weeshuis. Hieruit groeide uiteindelijk de Sint-Salvatorbibliotheek.

## Het klooster nu

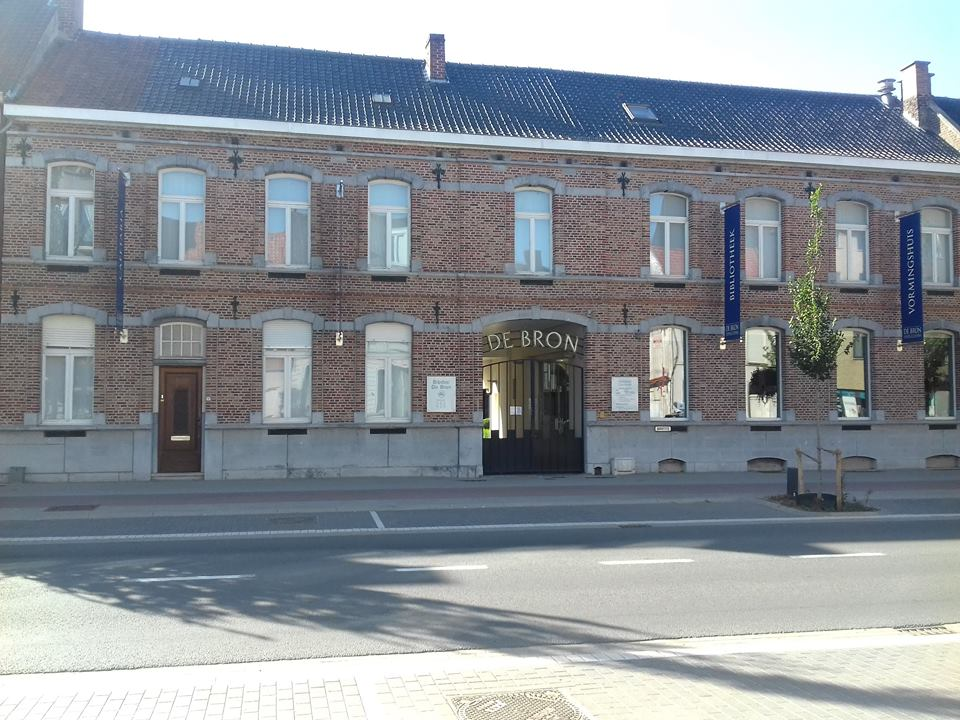
Pastoraal Centrum De Bron

In 1993 diende VZW De Bron een bouwaanvraag in om de gebouwen te renoveren. Op 6 september 1996 werd het 'Pastoraal Centrum De Bron' geopend. Het is gelegen in een deel van het klooster en omvat een eigen bibliotheek, religiowinkel, vormingshuis en cafetaria. Op de binnenkoer staat een fontein met erin een rotsblok met de inscriptie “De bron van ons leven zijt Gij”.
De benedenverdieping van het klooster is voorlopig in gebruik genomen door het parochiaal centrum. Voor de andere verdiepingen is nog geen bestemming bepaald.